# 中国国家男子篮球队
中国国家男子篮球队是一支代表中华人民共和国出战各项国际赛事的篮球队。从1975年起，中国男篮参加亚洲男子篮球锦标赛。1975年-2015年间，中国男篮17次跻身决赛并16次夺冠。1978年，中国队首次跻身男篮世锦赛，并在1994年世界男子篮球锦标赛获得第八名。中国男篮参加了36届亚洲大赛，24次获得亚洲冠军，其中参加了13次亚运会，8次夺得金牌。中国男篮一共征战过9次奥运会，并在1996年、2004年、2008年夺得奥运会男篮八强。

## 历史

### 黄金一代
1994年，中国男篮在第21届世锦赛上第一次从小组赛突围，获得了第八名得好成绩。在两年后的亚特兰大奥运会上，他们复制了这一成就，于是这一批让中国男篮实现历史性突破的球员（胡卫东、巩晓彬、孙军、刘玉栋、李楠）逐渐被媒体和球迷追捧为中国男篮的“黄金一代”。同样在1994年，中国男子篮球职业联赛（CBA）成立，中国篮球开始走上职业联赛的道路，“黄金一代”球员亦成为CBA前十年最耀眼的明星。当时中国队的打法以外线突破投篮为主，胡卫东、巩晓彬、孙军是其中的佼佼者。不过“黄金一代”次进入前八的比赛也受到不少人对真正实力的质疑，源于在小组赛中中国队经常对强队战略性放弃导致大比分失利而靠拼下与自己实力相近的球队涉险过关，但支持者认为这只是利用赛事的规则，成绩是不容否认的。

### 三大中锋
在黄金一代球员取得突破性成绩的同时，孟克·巴特尔和王治郅两名内线新秀便开始在国际赛场上展现自己的天赋，尤其是后者，虽然有着2.16米的身高，但进攻技巧极为娴熟，被认为是中国男篮下一个领军人物。1996年之后，随着王治郅的日益成熟，国家队的打法开始以内线为主。2000年奥运会上，来自上海年仅20岁的姚明横空出世，令人惊艳，他和巴特尔、王治郅被誉为中国的“移动长城”，中国男篮从此进入了中锋时代，中国球员也开始登陆到世界篮球的顶级联赛NBA中，2002年NBA选秀姚明以外籍状元的身份创造了历史。不过在这期间，中国队并没有取得很好的成绩，1997年亚锦赛和2002年亚运会两度被韩国击败，其主要原因在于新老换血的阵痛加上王治郅一度与中国篮协的矛盾，在国际赛场上中国本土教练的战术理念也越发跟不上时代。李元伟执掌篮协后，为2008年本土举办的奥运会考虑，中国男篮开始聘请外籍教练。

### 巅峰时期
德尔·哈里斯和尤纳斯的到来让中国男篮更加注重整体和防守，风格日趋欧洲化，加上姚明成长为世界顶级中锋，中国队不仅重新统治了亚洲篮坛，还在国际赛场上屡有斩获，直到姚明退役之前，其一直是中国男篮的中流砥柱。在2004年的雅典奥运会中，中国队在小组赛最后一场比赛中67-66险胜世锦赛卫冕冠军塞黑男子篮球队取得了晋级8强的资格。在2006年日本世界锦标赛中中国在最后两场小组赛击败了塞内加尔和斯诺文尼亚后也从D组脱颖而出，晋级淘汰赛阶段的16强，最终是在16强中64－95败给了后来淘汰美国取得赛事银牌的希腊队，总排名为世锦赛24支球队的第15名。而在2008年北京奥运会中，在對德國的賽事中更力壓對手勝出，而在對世錦賽盟主西班牙更曾半场領先10多分，最終中國男籃在八強中不敵立陶宛而出局，获得第八。这段时期，姚明是中国队毫无疑问的代表人物，巴特尔则在2004年之后告别了国家队，而王治郅因为与中国篮协的矛盾在2002年开始便没有参加国家队的比赛，直到2006年世锦赛正式回归，同年的亚运会，王治郅也率领缺少姚明的中国队报了2002年输给韩国的一箭之仇最终夺冠。但即使拥有天赋超群的三大中锋，中国队的最好成绩也未能突破世界第八，多数人认为这一时期的中国队实力已超“黄金一代”，但世界篮球水平的发展更为迅速，也更加激烈。
2008年奥运会之后，姚明因伤病淡出国家队，主教练也更换为本土青年教练郭士强，此时的中国队依然拥有老将王治郅以及易建联、孙悦等新生代球员，但他们在2009年主场举办的亚锦赛竟然惨败于伊朗队，这让球迷非常不满，而媒体也开始讨论失去姚明后中国队该何去何从。2010年4月30日，小鲍勃·邓华德接任了主教练一职。邓华德很快展现了他善于凝聚球队战斗力的一面，中国队在世锦赛上打的异常顽强，但因实力所限，小组前四场仅取得1胜3负，几乎已丧失了出线可能，但最后一战，同组的科特迪瓦队意外击败了波多黎各队，中国队“意外”出线。虽然小组最后一战，派上全替补的中国队大比分惨败给东道主土耳其队被媒体批评，但在1/8决赛中，中国队发挥出色，仅以11分的劣势落败。2010年亚运会篮球比赛中，中国队在缺少姚明、易建联的情况下遭到了伊朗等队强有力的挑战，不过全队还是凭借高出一筹的防守能力和王治郅稳定的发挥取得了八场全胜的战绩，并最终夺取金牌。但面对西亚球队不断上升的态势，加上2011年7月姚明正式宣布退役，国家队面临的挑战才刚刚开始。2011年武汉亚锦赛，中国队面临着热身赛战绩不佳、主力球员伤病等诸多困难，最终顶住压力夺取冠军，易建联在本届比赛在攻防两端的表现出色。然而在2012年伦敦奥运会上，中国队无法与其他强队抗衡，最终五战全败，未能小组出线。2013年8月，在菲律宾男篮亚锦赛上，中国男篮陷入历史最低谷，先是在小组赛中连续败给韩国队、伊朗队，后在四分之一决赛中78：96首次负于中华台北队，而这也是继1975年以来的最差战绩，更无缘晋级2014年男篮世界杯。
2015年男篮亚锦赛上，中国男篮主场作战以争取2016年奥运会篮球比赛的资格。在2015年亚洲篮球锦标赛上，從預賽複賽全勝，八強賽以104：58痛宰印度，四強賽、冠軍賽分別以70：57擊敗伊朗和78：67擊敗菲律賓，以全勝不敗的戰績時隔四年再度拿下冠軍。

### 王朝衰落
2017年，国家男篮分成“红队”和“蓝队”，分别由李楠执教红队和杜锋执教蓝队，两队将由不同团队带领，在不同地点进行训练，“双国家集训队”的设计也成为了外界关注的焦点。2018年夏天，由李楠领衔的“红队”前往美国参加了由中国篮协以及nba联盟对接举办的练习赛，此次练习赛是由红队对阵多只2018nba夏季联赛球队，首场比赛，红队以36：56不敌步行者。第二场比赛，红队以66：78不敌火箭。第三场比赛，红队大比分不敌国王。第四场比赛，红队68：42奇才。第五场比赛红队惜败活塞，最终，红队以1胜4负结束征程。
2018年9月26日，中国篮协宣布，男篮红蓝队正式合并，聘任李楠为中国男篮主教练备战2019年男子篮球世界杯和2020年东京奥运会，这也意味着中国男篮集训红蓝队模式告一段落。在2019年男子篮球世界杯中，中國隊於小组赛中先擊败科特迪瓦队、後兩場接連敗給波蘭以及委內瑞拉队。中國隊在與波兰的比賽中多次失誤，終場前周琦的致命傳球失誤葬送了領先優勢，導致比賽拖入加時并最終落敗，這一失誤也遭遇了潮水般的批評。中国中央电视台罕見點名批評周琦、郭艾倫、王哲林等人不具備與世界強隊掰手腕的能力。折戟世界杯后，中國只能打17至32名排名赛與韓國和尼日利亚爭取以世界杯成绩最好的亚洲球队直通2020年東京奧運機會。最终中国击败韓國，但负于尼日利亚，排位赛成绩落后于亚洲的伊朗队，首次无法直通东京奥运会。2021年的東京奧運男籃資格賽中，中國與希臘、加拿大、捷克、土耳其及烏拉圭在同賽區，在首戰以79：109敗給加拿大，第二場以80：105敗給希臘後，確定無緣東京奧運，使得中國男子三大球類運動全數無緣東京奧運。這也是中國男子籃球隊37年來首次無緣奧運會。
2023年世界杯篮球赛，中国男篮在第17至32名排位赛中75比96不敌菲律宾男篮，小组赛阶段仅取得1胜4负，排名小组第四，错失2024年巴黎奥运会男篮比赛资格，亚洲唯一一个直通名额则由日本获得。
2025年亞洲盃籃球賽，中国男篮小组赛面对沙特阿拉伯、约旦、印度三支弱队，三战全胜，轻松晋级淘汰赛。之后在淘汰赛阶段击败韩国和新西兰，继10年后再度杀入亚洲杯决赛，与卫冕冠军澳大利亚争夺最终胜利，最终89比90惜败，无缘冠军。

## 国家二队
中国国家男子篮球二队主要是由二线或年轻队员组成的球队，其主要任务是替代一队参加一些水平较低的国际赛事，如东亚锦标赛、亚锦赛预赛，有时也作为后备力量进行专门培养。2007年亚锦赛便是由二队出战。
2012年组建了篮球奥运队，主要由20岁左右的年轻球员组成，为2016年奥运会选拔人才，这支球队也参加了2012年亚洲杯篮球锦标赛，最终以5胜2负的战绩获得赛事第5名。2013年，中国二队（中国国奥队）的主要任务是5月份的东亚锦标赛（韩国仁川）及10月份的东亚运动会（中国天津）这两项赛事。球队主教练自2012年建队起一直是范斌，2014年3月由担任U19男篮主帅的王怀玉接替。
2014年7月在本土举行的亚洲杯篮球赛上，中国男篮派出中国国奥队参加，获得第四名。

## 过往大赛成绩及荣誉

### 夏季奥运会篮球比赛成绩
| 年份   | 举办地    | 最終成績 | 總排名 | 場數 | 勝 | 負 |
| ------ | --------- | -------- | ------ | ---- | -- | -- |
| 1984年 | 洛杉矶    | 小组赛   | 10     | 7    | 2  | 5  |
| 1988年 | 汉城      | 小组赛   | 11     | 7    | 2  | 5  |
| 1992年 | 巴塞罗纳  | 小组赛   | 12     | 7    | 0  | 7  |
| 1996年 | 亚特兰大  | 1/4决赛  | 8      | 8    | 2  | 6  |
| 2000年 | 悉尼      | 小组赛   | 10     | 6    | 2  | 4  |
| 2004年 | 雅典      | 1/4决赛  | 8      | 7    | 2  | 5  |
| 2008年 | 北京      | 1/4决赛  | 8      | 6    | 2  | 4  |
| 2012年 | 伦敦      | 小组赛   | 12     | 5    | 0  | 5  |
| 2016年 | 里約      | 小组赛   | 12     | 5    | 0  | 5  |
| 2020年 | 東京      | 未出線   | -      | -    | -  | -  |
| 2024年 | 巴黎      | 未出線   | -      | -    | -  | -  |
| 总计   | 11届/20届 | 第8名    | -      | 70   | 18 | 52 |

### 世界杯篮球赛比赛成绩
| 年份   | 决赛举办地     | 最終成績 | 總排名 | 場數 | 勝 | 負 |
| ------ | -------------- | -------- | ------ | ---- | -- | -- |
| 1978年 | 马尼拉         | 小组赛   | 11/14  | 7    | 2  | 5  |
| 1982年 | 卡利           | 小组赛   | 12/13  | 7    | 1  | 6  |
| 1986年 | 马德里         | 复赛     | 9/24   | 10   | 4  | 6  |
| 1990年 | 布宜诺斯艾利斯 | 小组赛   | 14/16  | 8    | 2  | 6  |
| 1994年 | 多伦多         | 复赛     | 8/16   | 8    | 2  | 6  |
| 1998年 | 雅典           | 未出线   | -      | -    | -  | -  |
| 2002年 | 印第安纳波利斯 | 复赛     | 12/16  | 8    | 1  | 7  |
| 2006年 | 埼玉           | 1/8决赛  | 15/24  | 6    | 2  | 4  |
| 2010年 | 伊斯坦布尔     | 1/8决赛  | 16/24  | 6    | 1  | 5  |
| 2014年 | 马德里         | 未出线   | -      | -    | -  | -  |
| 2019年 | 北京           | 排名賽   | 24/32  | 5    | 2  | 3  |
| 2023年 | /              | 排名賽   | 29/32  | 5    | 1  | 4  |
| 总计   | 11届/19届      | 第8名    | -      | 70   | 18 | 52 |

### 亚锦赛/亚洲杯比赛成绩
| 年份   | 举办地   | 最終成績 | 總排名 | 場數 | 勝  | 負 |
| ------ | -------- | -------- | ------ | ---- | --- | -- |
| 1975年 | 曼谷     | 冠军     | 1      | 9    | 9   | 0  |
| 1977年 | 吉隆坡   | 冠军     | 1      | 9    | 9   | 0  |
| 1979年 | 名古屋   | 冠军     | 1      | 7    | 7   | 0  |
| 1981年 | 加尔各答 | 冠军     | 1      | 7    | 7   | 0  |
| 1983年 | 香港     | 冠军     | 1      | 7    | 7   | 0  |
| 1985年 | 吉隆坡   | 季军     | 3      | 5    | 3   | 2  |
| 1987年 | 曼谷     | 冠军     | 1      | 8    | 8   | 0  |
| 1989年 | 吉隆坡   | 冠军     | 1      | 8    | 8   | 0  |
| 1991年 | 神户     | 冠军     | 1      | 9    | 9   | 0  |
| 1993年 | 雅加达   | 冠军     | 1      | 7    | 6   | 1  |
| 1995年 | 汉城     | 冠军     | 1      | 9    | 9   | 0  |
| 1997年 | 利雅得   | 季军     | 3      | 8    | 7   | 1  |
| 1999年 | 福冈     | 冠军     | 1      | 7    | 7   | 0  |
| 2001年 | 上海     | 冠军     | 1      | 8    | 8   | 0  |
| 2003年 | 哈尔滨   | 冠军     | 1      | 8    | 8   | 0  |
| 2005年 | 多哈     | 冠军     | 1      | 8    | 8   | 0  |
| 2007年 | 德島     | 小组赛   | 10     | 7    | 3   | 4  |
| 2009年 | 天津     | 亚军     | 2      | 9    | 8   | 1  |
| 2011年 | 武汉     | 冠军     | 1      | 9    | 9   | 0  |
| 2013年 | 馬尼拉   | 八強賽   | 5      | 9    | 6   | 3  |
| 2015年 | 長沙     | 冠軍     | 1      | 9    | 9   | 0  |
| 2017年 | 貝魯特   | 八強賽   | 5      | 7    | 5   | 2  |
| 2022年 | 雅加達   | 八強賽   | 8      | 5    | 3   | 2  |
| 2025年 | 吉达     | 亚军     | 2      | 6    | 5   | 1  |
| 总计   | 23届     | 16次冠军 | -      | 185  | 168 | 17 |

### 亚洲篮球挑战赛比赛成绩
均为中国国奥队参赛。
| 年份   | 举办地   | 最終成績 | 總排名 | 場數 | 勝 | 負 |
| ------ | -------- | -------- | ------ | ---- | -- | -- |
| 2004年 | 台北市   | 未参加   | -      | -    | -  | -  |
| 2008年 | 科威特城 | 未参加   | -      | -    | -  | -  |
| 2010年 | 贝鲁特   | 未参加   | -      | -    | -  | -  |
| 2012年 | 东京     | 第五名   | 5      | 7    | 5  | 2  |
| 2014年 | 武汉     | 殿军     | 4      | 7    | 4  | 3  |
| 2016年 | 德黑兰   | 第五名   | 5      | 8    | 6  | 2  |
| 总计   | 3届/6届  | 殿军     | -      | 22   | 15 | 7  |

### 亚洲运动会比赛成绩
中国国家男子篮球队自1974年参加亚洲运动会，在13届比赛中，共获得八次冠军，两次亚军，两次季军。
| 年份   | 举办地    | 最終成績 | 總排名 | 場數 | 勝 | 負 |
| ------ | --------- | -------- | ------ | ---- | -- | -- |
| 1974年 | 德黑兰    | 季军     | 3      | 7    | 5  | 2  |
| 1978年 | 曼谷      | 冠军     | 1      | 8    | 8  | 0  |
| 1982年 | 新德里    | 亚军     | 2      | 8    | 7  | 1  |
| 1986年 | 汉城      | 冠军     | 1      | 7    | 7  | 0  |
| 1990年 | 北京      | 冠军     | 1      | 7    | 7  | 0  |
| 1994年 | 广岛      | 冠军     | 1      | 5    | 5  | 0  |
| 1998年 | 曼谷      | 冠军     | 1      | 7    | 7  | 0  |
| 2002年 | 釜山      | 亚军     | 2      | 7    | 6  | 1  |
| 2006年 | 多哈      | 冠军     | 1      | 8    | 8  | 0  |
| 2010年 | 广州      | 冠军     | 1      | 8    | 8  | 0  |
| 2014年 | 仁川      | 第五名   | 5      | 7    | 5  | 2  |
| 2018年 | 雅加达    | 冠軍     | 1      | 5    | 5  | 0  |
| 2022年 | 杭州      | 季軍     | 3      | 6    | 5  | 1  |
| 总计   | 13届/19届 | 8次冠军  | -      | 83   | 76 | 7  |

### 东亚锦标赛比赛成绩
均为中国国奥队参赛。
| 年份   | 举办地  | 最终成绩 | 总排名 | 场数 | 胜 | 负 |
| ------ | ------- | -------- | ------ | ---- | -- | -- |
| 2009年 | 小牧市  | 季军     | 3      | 4    | 2  | 2  |
| 2011年 | 南京    | 季军     | 3      | 4    | 3  | 1  |
| 2013年 | 仁川    | 亚军     | 2      | 4    | 3  | 1  |
| 2017年 | 长野    | 第四名   | 4      | 4    | 2  | 2  |
| 总计   | 4届/4届 | 亚军     | -      | 16   | 10 | 6  |

### 东亚运动会比赛成绩
2009年、2013年为中国国奥队参赛。
| 年份   | 举办地  | 最终成绩 | 总排名 | 场数 | 胜 | 负 |
| ------ | ------- | -------- | ------ | ---- | -- | -- |
| 1993年 | 上海    | 冠军     | 1      |      |    |    |
| 1997年 | 釜山    | 季军     | 3      |      |    |    |
| 2001年 | 大阪    | 冠军     | 1      |      |    |    |
| 2005年 | 澳门    | 季军     | 3      |      |    |    |
| 2009年 | 香港    | 第四名   | 4      | 5    | 3  | 2  |
| 2013年 | 天津    | 亚军     | 2      | 4    | 3  | 1  |
| 总计   | 6届/6届 | 2次冠军  | -      |      |    |    |

## 著名球员
- 吴成章
- 穆铁柱、张卫平、匡鲁彬、邢伟宁、马连民
- 宋涛、孙凤武、王非、宫鲁鸣
- 单涛、纪敏尚、阿的江、胡卫东、巩晓彬、孙军、刘玉栋、张劲松、李楠、范斌、郭士强、孟克·巴特尔、王治郅
- 姚明、杜锋、朱芳雨、孙悦、 莫科、刘炜、易建联、王仕鹏

## 纪录

### 赛事及比赛记录

#### 最大胜差
163－25 胜 蒙古（1993年东亚运动会）

#### 最大负差
61－128 负 南斯拉夫（1996年奥运会）

### 现役队员名单
集训名单

## 备注
1. ↑  以中华人民共和国的名义代表中国加入
2. ↑  中国男篮由于是2008年奥运会东道主自动获得参赛权，故在2007年亚锦赛上仅派出二队参赛，这届比赛中国队只获得第10名，亚锦赛历史上首次未进前3名